# Сеферовка
Сефе́ровка (укр. Сеферівка) — село на Украине, находится в Барском районе Винницкой области.
Код КОАТУУ — 0520281615. Население по переписи 2001 года составляет 348 человек. Почтовый индекс — 23027. Телефонный код — 4341.
Занимает площадь 10,7 км².
В селе действует храм Благоверного князя Александра Невского Барского благочиния Винницкой и Барской епархии Украинской православной церкви.

## Адрес местного совета
23025, Винницкая область, Барский р-н, с.Журавлевка